# Будинки Касасаяс

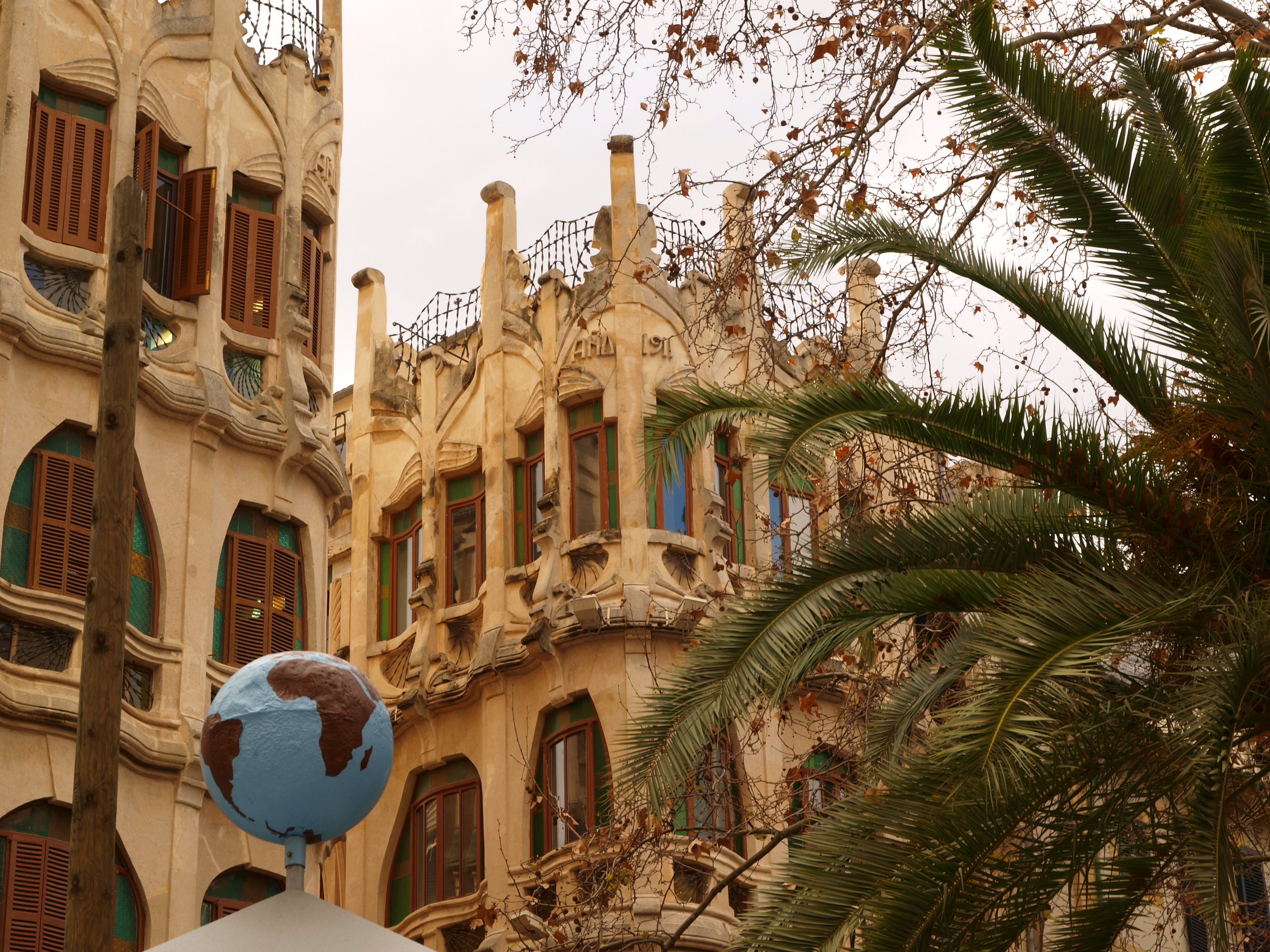
Кан-Касасаяс і Пенсьйон-Меноркіна (1908–1911) у м. Пальма

Кан-Касасаяс або Будинки Касасаяс (кат. Can Cassassayas) — комплекс з двох будівель (Кан-Касасаяс і Пенсьйон-Меноркіна) на Пласа-дель-Меркат у м. Пальма (Іспанія). З 2011 року має статус Об'єкта культурного інтересу (BIC).
Будівлі зведені в 1908–1910 та 1909–1911 роках відповідно в стилі каталонського модерну. Замовником став Жузем Касасаяс Казажуана, підприємець та власник кондитерської Can Frasquet. Проект створив архітектор Франсеск Рока-і-Сімо (1874–1940), який розпочав будівництво і керував ним на перших етапах. Будівництво завершене під керівництвом архітектора Гільєма Рейнес-і-Фонта (1877–1918). Обидві споруди розділені провулком Калле-де-Сантасілія.
Структурні елементи на першому поверхах виконані у вигляді металевих колон. Верхні поверхи мають хвилясті конструкції та сповнені динамізму і пластичності. Це підкреслюють металеві балкони і дерев'яні вікна у формі параболічних арок. Декоративних елементів не дуже багато, однак зустрічаються вставки у вигляді папороті, аканта і метеликів на металевих деталях балконів.